# ضغط سنخي
الضَغط السِّنخِي (بالإنجليزية: Alveolar pressure)‏ وَيُدعى اختصاراً (Palv)، وهوَ ضغط الهَواء داخل الحُويصلات الهوائية في الرئة، وَعندَ فَتح المِزمار يتساوى الضغط السِنخي مع الضغط الجوي حيثُ يُصبح صِفر سم مائي ({\displaystyle {\ce {H2O}}} cm).

## الأهمية
أثناء الشَهيق يزداد حجم الحويصلات الهوائية نتيجةً لتمدد الرئة، مما يؤدي إلى تقليل الضغط السِنخي حتى يُصبح أقل من الضغط الجَوي بحوالي -1 سم مائي، ويُساعد الضغط السلبي الطَفيف على نَقل 500 مل من الهواء إلى داخل الرئتين في ثانيتين. في نهاية الشَهيق يَعود الضغط السِنخي إلى صفر سم مائي (يتساوى مع الضغط الجوي مرةً أُخرى).

وأثناء الزَفير يَحدث عَكس ما يحدث أثناء الشَهيق، حيثُ تهبط الحويصلات الهوائية في الرئة قبل خُروج الهواء مِنها، مما يزيد من الضغط السِنخي فيصبح أعلى من الضغط الجَوي بِحوالي +1 سم مائي، ويُساعد هذا الارتفاع على إخراج 500 مل من الهواء خارج الرئة خلال فترة زمنية ما بين 2-3 ثواني، وعندَ انتهاء الزَفير يَنخفض الضغط السنخي لِيعود لِمساواة الضَغط الجوي مرةً أُخرى (صفر سم مائي).

## اقرأ أيضاً
- مقاومة الطرق التنفسية